# Rümlang
Rümlang is een gemeente en plaats in het Zwitserse kanton Zürich, en maakt deel uit van het district Dielsdorf.
Rümlang telt 5961 inwoners.